# Kościół Najświętszej Maryi Panny Niepokalanie Poczętej w Poznaniu
Kościół Najświętszej Maryi Panny Niepokalanie Poczętej – zabytkowy kościół w Poznaniu znajdujący się na Głównej, przy ulicy Mariackiej 15.

## Historia

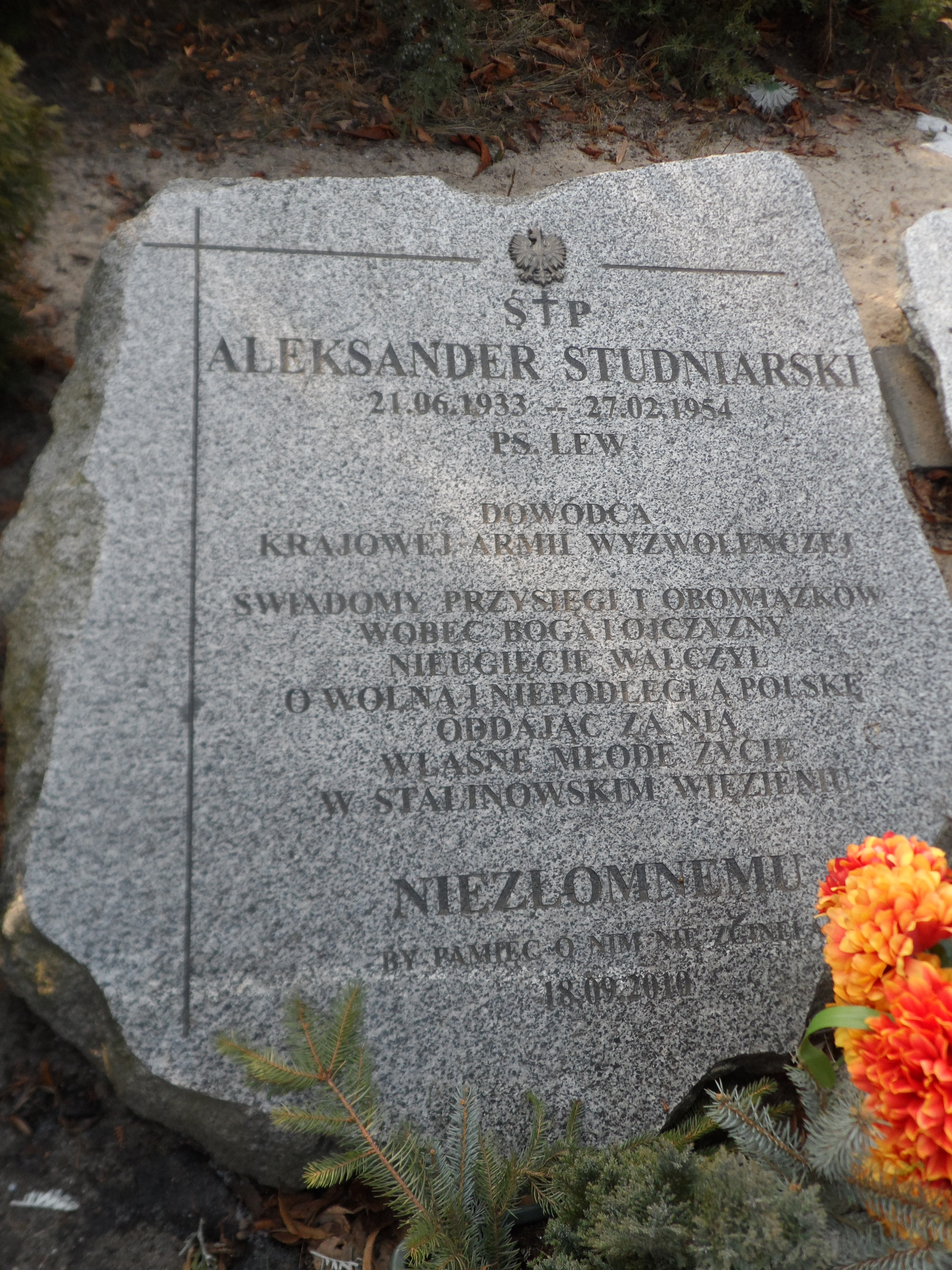
Aleksander Studniarski (1933–1954)

Pierwszy kościół w biskupiej osadzie Główna powstał najprawdopodobniej w XII lub XIII wieku. Stał najpewniej po wschodniej stronie obecnej ul. Nadolnik. Była to świątynia pod wezwaniem Wszystkich Świętych. Zniszczył ja pożar w 1260. Po jej odbudowie i ponownej konsekracji dodano drugiego patrona - św. Wawrzyńca. Dalsze dzieje tego kościoła giną w mrokach historii.
Współczesny kościół na Głównej zbudowano w latach 1910–1912 według projektu Mieczysława Powidzkiego, jako świątynię filialną kościoła św. Jana Jerozolimskiego za murami. Parafię w tym miejscu erygowano zaś w 1924.
18 września 2010 w parku przy kościele odsłonięto tablicę upamiętniającą Aleksandra „Lwa” Studniarskiego (1933–1954) z napisem: „Dowódca Krajowej Armii Wyzwoleńczej, świadomy przysięgi i obowiązków wobec Boga i Ojczyzny nieugięcie walczył o wolną i niepodległą Polskę oddając za nią własne młode życie w stalinowskim więzieniu. NIEZŁOMNEMU - by pamięć o nim nie zginęła”.
26 października 2014, w stulecie istnienia kościoła i 90-lecie erygowania parafii, wmurowano w ścianę świątyni dwie tablice pamiątkowe ku czci wszystkich wikariuszy i proboszczów tutejszej parafii. Uroczystość prowadził bp Damian Bryl.

## Opis
Kościół wzniesiono w stylu neobarokowym, na planie niemal równoramiennego krzyża. Jest to świątynia jednonawowa z transeptem, prezbiterium oraz niewielką kruchtą. W narożnikach między transeptem a prezbiterium znajdują się kaplica i zakrystia. Nawę przykrywa sklepienie kolebkowe o niewielkim luku, zaś transept i prezbiterium sklepienia krzyżowe. W ścianie kościoła tablica z 1946 poświęcona mieszkańcom Głównej, którzy zginęli podczas II wojny światowej.
Witraże w 1986 roku wykonał Adam Gołembski według projektu Franciszka Pacholskiego. W prezbiterium ukazują one św. Annę, Matkę Boską i św. Maksymiliana Marię Kolbego. W Nawie zaś Jana Pawła II, św. Urszulę Ledóchowską, św. brata Alberta, św. Rafała Kalinowskiego oraz bł. Karolinę Kózkównę i bł. Michała Kozalę.
Centralną część neobarokowego ołtarza głównego zajmuje figura patronki kościoła. Po jej bokach i w zwieńczeniu ołtarza figury aniołów. W prawej części transeptu ołtarz boczny z obrazem przedstawiającym Najświętsze Serce Pana Jezusa z 1933 pędzla Antoniego Szymańskiego. W lewej części znajdują się dwa ołtarze. W jednym z nich obraz, również namalowany przez Antoniego Szymańskiego, z 1932 przedstawiający św. Antoniego Padewskiego. W zwieńczeniu tego ołtarza rzeźba Dzieciątka Jezus. Centralną część drugiego ołtarza zajmuje kopia ikony Matki Boskiej Częstochowskiej.
W nawie, przed prezbiterium po lewej stronie ambona wykonana przez Romana Bzyla w latach 1935–1936, zaś po prawej chrzcielnica zwieńczona figuralną sceną chrztu w Jordanie, oraz obraz Jezu ufam Tobie. Nawę zamyka empora muzyczna, która trafiła tu z organami w 1946 z ewangelickiego zboru w Łekna koło Wągrowca. 
Na terenie przykościelnym znajdują się kapliczka z Matką Boską z Dzieciątkiem, oraz prosta, stalowa dzwonnica z trzema dzwonami. Zostały one wzniesione po 1945. Pobliską plebania powstała natomiast w latach 1923–1924 według projektu Lucjana Michałowskiego.
27 listopada 1992 do rejestru zabytków dodano zespół kościoła par. pw. Niepokalanego Poczęcia NMP - kościół, plebanię oraz park i ogród.